# EPROM

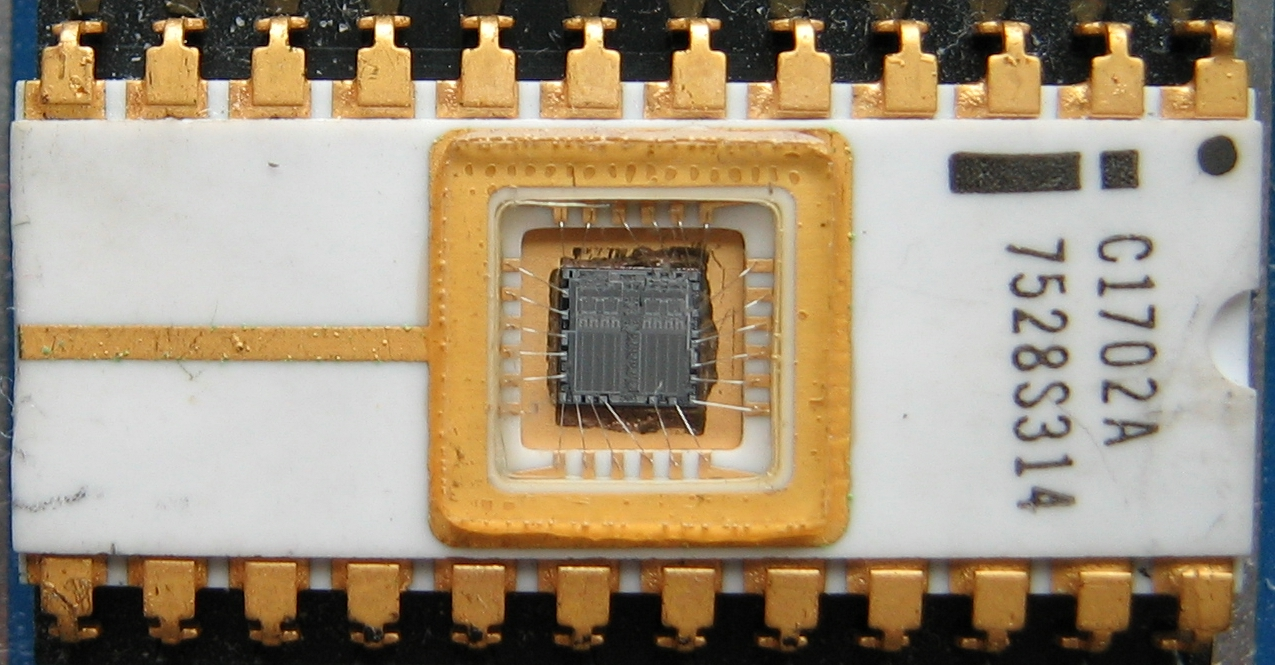
EPROM. Malé okénko pod kterým je křemíkový čip slouží k mazání UV zářením

EPROM je angl. zkratka pro Erasable Programmable Read-Only Memory. Jedná se o semipermanentní typ paměti typu ROM-RAM, jejíž obsah je mazatelný ultrafialovým zářením (UV), proto se někdy označuje také jako UV-EPROM. Před novým naprogramováním je nutné paměť smazat. K programování se používá většinou několikanásobně vyšší napětí než ke čtení (typ. 12 V nebo 25 V proti 5 V napájecího napětí).
Paměť se používá k uložení dat (např. firmware), často u malosériové výroby, kde se nevyplatí použití maskou programovaných pamětí typu ROM nebo dražší paměti flash a kde není vyžadována možnost měnit obsah paměti v již zabudovaném zařízení (typ. číslicově řízená mikrovlnná trouba).